# Abbeyfeale
Abbeyfeale (/ˈæbifeɪl/, en irlandès Mainistir na Féile) és una ciutat d'Irlanda, al comtat de Limerick, a la província de Munster. Ha tingut certa importància històrica com a centre comercial i mercat, ja que es troba a mig camí entre Limerick i Tralee.